# Atletismo nos Jogos Pan-Americanos de 1979 - Salto com vara masculino
A prova do salto com vara masculino nos Jogos Pan-Americanos de 1979 foi realizada em San Juan, Porto Rico.

## Medalhistas
| Ouro                     | Prata                          | Bronze                                         |
| Bruce Simpson CAN Canadá | Greg Woepse USA Estados Unidos | Brian Morrissette ISV Ilhas Virgens Americanas |

## Resultados
| Posição           | Nome              | Nacionalidade                | Marca | Notas |
| ----------------- | ----------------- | ---------------------------- | ----- | ----- |
| Medalha de ouro   | Bruce Simpson     | CAN Canadá                   | 5.15  |       |
| Medalha de prata  | Greg Woepse       | USA Estados Unidos           | 5.05  |       |
| Medalha de bronze | Brian Morrissette | ISV Ilhas Virgens Americanas | 4.85  |       |